# FIFA Ballon d’Or 2012

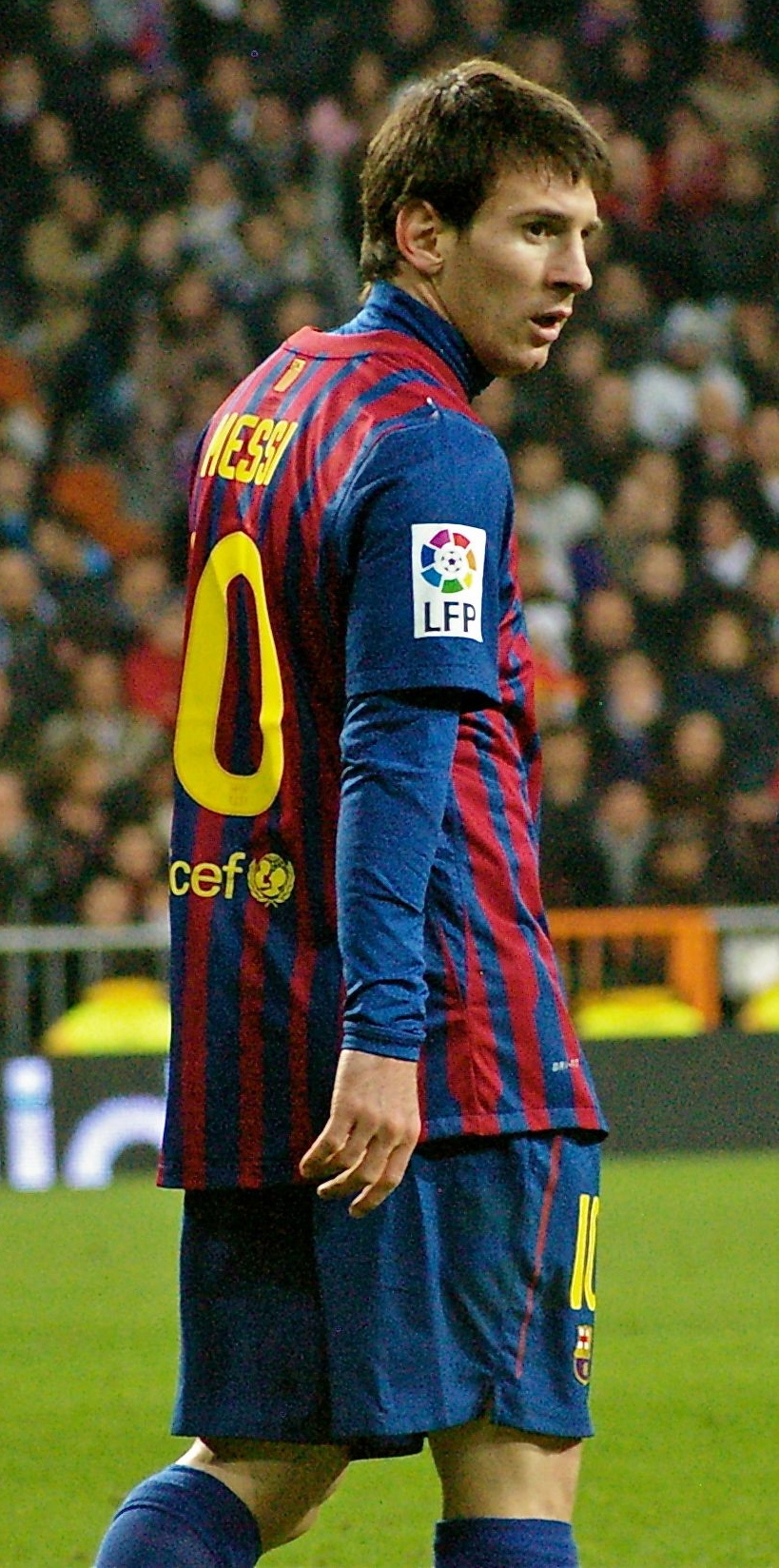
Weltfußballer des Jahres 2012
Lionel Messi

Der 57. Ballon d’Or (französisch für Goldener Ball) für den „Weltfußballer des Jahres“ wurde für das Jahr 2012 zum dritten Mal gemeinsam von der Zeitschrift France Football und dem Fußball-Weltverband FIFA unter der Bezeichnung FIFA Ballon d’Or verliehen. Nachdem die drei besten Spieler – noch ohne ihre jeweilige Platzierung auf dem „Podium“ – bereits im Dezember 2012 veröffentlicht wurden, wurde am 7. Januar 2013 am FIFA-Sitz in Zürich das Endergebnis bekanntgegeben. Gewinner des Ballon d’Or 2012 wurde Lionel Messi – insgesamt bereits zum vierten Mal nacheinander – vor Cristiano Ronaldo und Andrés Iniesta. Damit überholte er Marco van Basten, Johan Cruyff sowie Michel Platini und wurde alleiniger Rekordgewinner. Da die Gewinner des FIFA Ballon d’Or auch in die Gewinnerliste des FIFA-Weltfußballers des Jahres aufgenommen werden, wurde Messi auch dort vor den dreimaligen Gewinnern Ronaldo und Zinédine Zidane der neue alleinige Rekordhalter.

## Abstimmungsmodus
Verliehen wurde der Preis von einer Jury, die sich aus 71 Nationaltrainern, 167 Nationalmannschaftskapitänen und 170 Fachjournalisten zusammensetzte. Jeder von ihnen vergab an drei Spieler aus einer von der France-Football-Redaktion und der FIFA gemeinsam vorgegebenen Liste fünf, drei bzw. einen Punkt. Dabei sollte die Leistung der Spieler im gesamten jeweiligen Kalenderjahr gewürdigt werden. Da die drei Gruppen von Abstimmenden unterschiedliche Wählerzahlen aufweisen, die Voten dieser drei „Wahlkollegien“ aber je exakt ein Drittel des Gesamtergebnisses ausmachen sollen, wurden die absoluten Punktzahlen anschließend in Prozentangaben umgerechnet und so veröffentlicht.

## Ergebnis
| Platzierung | Name               | Nationalität   | Verein 2012                      | Stimmenanteil |
| ----------- | ------------------ | -------------- | -------------------------------- | ------------- |
| 1.          | Lionel Messi       | Argentinien    | FC Barcelona                     | 41,60 %       |
| 2.          | Cristiano Ronaldo  | Portugal       | Real Madrid                      | 23,68 %       |
| 3.          | Andrés Iniesta     | Spanien        | FC Barcelona                     | 10,91 %       |
| 4.          | Xavi               | Spanien        | FC Barcelona                     | 4,08 %        |
| 5.          | Falcao             | Kolumbien      | Atlético Madrid                  | 3,67 %        |
| 6.          | Iker Casillas      | Spanien        | Real Madrid                      | 3,18 %        |
| 7.          | Andrea Pirlo       | Italien        | Juventus Turin                   | 2,66 %        |
| 8.          | Didier Drogba      | Elfenbeinküste | FC Chelsea / Shanghai Shenhua    | 2,60 %        |
| 9.          | Robin van Persie   | Niederlande    | FC Arsenal / Manchester United   | 1,45 %        |
| 10.         | Zlatan Ibrahimović | Schweden       | AC Mailand / Paris Saint-Germain | 1,24 %        |
| 11.         | Xabi Alonso        | Spanien        | Real Madrid                      | 1,09 %        |
| 12.         | Yaya Touré         | Elfenbeinküste | Manchester City                  | 0,76 %        |
| 13.         | Neymar             | Brasilien      | FC Santos                        | 0,61 %        |
| 14.         | Mesut Özil         | Deutschland    | Real Madrid                      | 0,41 %        |
| 15.         | Wayne Rooney       | England        | Manchester United                | 0,39 %        |
| 16.         | Gianluigi Buffon   | Italien        | Juventus Turin                   | 0,35 %        |
| 17.         | Sergio Agüero      | Argentinien    | Manchester City                  | 0,30 %        |
| 18.         | Sergio Ramos       | Spanien        | Real Madrid                      | 0,22 %        |
| 19.         | Manuel Neuer       | Deutschland    | FC Bayern München                | 0,21 %        |
| 20.         | Sergio Busquets    | Spanien        | FC Barcelona                     | 0,20 %        |
| 21.         | Gerard Piqué       | Spanien        | FC Barcelona                     | 0,11 %        |
| 21.         | Karim Benzema      | Frankreich     | Real Madrid                      | 0,11 %        |
| 23.         | Mario Balotelli    | Italien        | Manchester City                  | 0,07 %        |